# 保加利亞奧林匹克委員會
保加利亞奧林匹克委員會（Bulgarian Olympic Committee）是保加利亞的國家奧林匹克委員會。該組織成立於1923年，是國際奧林匹克委員會和歐洲奧林匹克委員會的成員。1896年，他們參與在希臘雅典舉行的首屆現代奧運會。
現時，保加利亞奧林匹克委員會的總部設在首都索菲亞，主席是前跳高運動員斯泰芙卡·科斯塔迪诺娃，她於2005年起出任此職。

## 資料來源
1. ↑  .   [2014-05-23]. （原始内容存档于2008-12-05）.